# Zemplínske Kopčany
Zemplínske Kopčany, do roku 1979 jen Kopčany (maďarsky Hegyi), jsou obec na Slovensku v okrese Michalovce. V obci žije 515 obyvatel.

## Historie
První písemná zmínka o obci pochází z roku 1332. V roce 12921 zde žilo 402 obyvatel, z toho 57 Čechoslováků, 318 Maďarů a 15 Židů. V letech 1938 až 1945 byly tehdejší Kopčany, pod názvem Hegyi, na základě první vídeňské arbitráže, součástí Maďarského království.

## Poloha
Zemplínske Kopčany leží uprostřed Východoslovenské nížiny na starém agradačním valu Laborce. Nadmořská výška uprostřed obce je 104 m n. m., v katastru pak 100–106 m n. m. Východní část katastru tvoří niva řeky Duša. Západní rovina je pokrytá sprašovými uloženinami. V katastrálním území obce je národní přírodní rezervace Kopčianske slanisko.

## Památky
Původně klasicistní římskokatolický kostel z roku 1795 s věží z roku 1900.